# Eupithecia tripolitaniata
Eupithecia tripolitaniata är en fjärilsart som beskrevs av Schütze 1959. Eupithecia tripolitaniata ingår i släktet Eupithecia och familjen mätare. Inga underarter finns listade i Catalogue of Life.